# 이바일로 초체프
이바일로 류드밀로프 초체프(불가리아어: Ивайло Людмилов Чочев, 1993년 2월 18일, 불가리아 플레벤 ~ )는 FC CSKA 1948 소피아에서 미드필더로 뛰는 불가리아의 축구 선수이다.

## 클럽 경력

### CSKA 소피아
2013년 1월 16일, 초체프는 A PFG 팀 CSKA 소피아에 입단했다. 그는 2013년 3월 10일에 홈에서 2-0으로 승리한 체르노모레츠 부르가스와의 경기에서 데뷔전을 치렀다. 2014년 2월 12일, 초체프가 소피아와 3년 연장 계약과 봉급 두배 인상 계약을 맺었음이 발표됐다.

### 팔레르모
2014년 7월 11일, 초체프는 2백만 유로에 팔레르모로 이적하여 3년 계약을 맺었다. 모나코와 볼프스부르크 역시도 그와 계약하려 했으나 제때 계약하지 못했다. 이는 팔레르모 역사상 첫 불가리아 국적 선수와의 계약이였다.

## 국가대표팀 경력
초체프는 2013년에 UEFA U-21 축구 선수권 대회 지역 예선에서 불가리아 U-21 축구 국가대표팀에 데뷔했다. 2014년 5월 23일에 1-1 무승부를 거둔 캐나다와의 친선전에서 불가리아 축구 국가대표팀에 소집이 됐지만, 출전하지는 못했다.